# Karni Mata
Karni Mata (hindi: करणी माता, o Bhagwati Karniji Maharaj), conocida por varios nombres como Bhagwati, Mehaai, Jagdamba y Kiniyani, es una diosa hindú del poder y la victoria descrita como una guerrera sabia que vivió entre el 14 y el 16 siglo en el oeste de Rayastán. Karni Mata es la deidad tutelar de los Rajputs y Charans del noroeste de la India. Como Sagati, también es adorada como una encarnación de Hinglaj o Durga. Ella es la deidad oficial de las familias reales de Bikaner y Jodhpur. Karniji desempeñó un papel importante en la configuración de la historia de la región. Está íntimamente asociada con el establecimiento de la hegemonía Rajput en la región. Con sus bendiciones, Rao Jodha y Rao Bika fundaron los nuevos reinos de Jodhpur y Bikaner. A pedido de los maharajás de Bikaner y Jodhpur, colocó los cimientos de Bikaner Fort y Mehrangarh Fort, los dos fuertes más importantes de la región. Ella vivió un ascetavida y fue ampliamente venerada durante su propia vida. Las tropas del ejército indio de la región de Marwar también consideran a Karni Mata como su deidad patrona.
El más famoso de los templos de Karni Mata es el Templo Karni Mata de Deshnoke, donde el templo y la tierra circundante de Orán son un santuario sagrado para todos los seres vivos y nadie debe ser dañado. En Rayastán los Blackbucks se consideran sagrados ya que se supone que Karni Mata los protege.